# Michael Park
Michael Park, född 22 juni 1966 i Newent, Gloucestershire, England, Storbritannien, död 18 september, 2005 var en brittisk kartläsare inom rally.
Michael Park var en skicklig kartläsare. Han körde bland andra tillsammans med esten Markko Märtin i fem år. Den 18 september 2005 omkom han i Storbritanniens rallydeltävling efter att den Peugeot 307 Märtin körde krockade med ett träd. Park var gift och hade två barn.